# Heinrich von Ferstel
Heinrich von Ferstel (* Dunaj, 7. julij 1828 † Dunaj 14. julij 1883), je bil eden najpomembnejših dunajskih in avstrijskih arhitektov historicizma (=zgodovinstva) v obdobju izgradnje Dunajskega cestnega obroča (=Wiener Ringstrasse).

## Življenjepis

### Šolanje in prvi uspehi
Kot sin Ignaca Ferstela, bančnega ravnatelja iz Prage, in nečak arhitekta Friedricha von Stacheja (1814–1895), je študiral na Akademiji za likovno umetnost na Dunaju (Akademie der bildenden Künste Wien) arhitekturo pri Nüllu in Sicardsburgu (1812–1868). Njegova izredna nadarjenost in pridnost sta mu omogočili, da je zmagal na manjšem nagradnem natečaju, ki je vključeval študijska potovanja v Nemčijo, od leta 1855 v Italijo in nazadnje v Francijo - pa tudi v Anglijo. 
Natečaj za dunajsko Votivkirche (Zaobljubno cerkev) je bil prvi gradbeni projekt takrat šele načrtovanega Dunajskega cestnega obroča (Wiener Ringstrasse). 
Ferstel je takrat predložil neogotsko zasnovo v slogu gotske francoske stolnice z namenom, da bi na malem prostoru ustvaril veliko in namensko umetnino. To je storil tik pred potovanjem v Italijo in je bil že v Neaplju, ko je do njega prišla novica, da je prvo nagrado prejela prav njegova zamisel in da je osvojil 4000 goldinarjev, kar je bila trdna osnova za njegovo poznejše precejšnje bogastvo. Z zmago na tem tekmovanju leta 1855 je postal znan, saj je zmagal med 74 tekmovalci doma in v tujini.

### Stavbe
Zgradil je več drugih javnih zgradb na Dunaju v prvem okraju Dunajskega notranjega mesta (Innere Stadt Wien 1. Bezirk)  in na Dunajskem cestnem obroču. Na začetku je njegovo zgodovinstvo (ali s tujko "historicizem") obarvano romantično - pod vplivom njegovih učiteljev: tako na primer v Bančni in borzni dunajski stavbi na Freyungu, danes po njem imenovani Palais Ferstel, ki ima v svojem okrilju prav tako znano kavarno Café Central. 
Ferstel je napravil načrte za  veliko pomembnih dunajskih stavb, ki so vplivale na usmeritev stavbarstva po celem cesarstvu in še širše. Med njimi so zlasti znane: Museum für angewandte Kunst, Wien (Muzej za uporabne umetnosti na Dunaju; 1871), Kemična fakulteta (1872), Akademie für angewandte Kunst (Šola za umetnost in obrt) (1877), Palača rektorata Dunajske univerze (1883), Palača Österreichischer Lloyd (Lojdova palača) v Trstu (1883).
Poleg teh najbolj znanih in javnih, je Ferstel zgradil na Dunaju veliko stanovanjskih stavb, med drugim: Palača Wertheim (1868), Palača nadvojvoda Ludwiga Viktorja (1869.) - , in veliko drugih koč oziroma vil, med katerimi je najbolj imenitna tista za družino Wartholz v Reichenavu (1872.) 
Nato se je usmeril k strožjemu slogu – med drugim tudi zavoljo svojega akademstva, saj je profesorski poklic predano opravljal od leta 1866 pa vse do svoje smrti 1883. Predaval je na Politehniki (k.k. Polytechnisches Institut), ki se je imenovala od 1870 Dunajska tehnična visoka šola (Technische Hochschule Wien). Slogovno je bil tako vpliven, da je bil 1880 na tej šoli rektor.

### Neuresničeni načrti
1. 1852 Breitenfelder Kirche Wien (Breitenfeldska cerkev)
2. 1861 Schützenhaus für Wien (Streljarna)
3. 1861 Ungarische Akademie der Wissenschaften in Budapest (Madžarska akademija znanosti v Budimpešti)
4. 1862 Wiener Künstlerhaus (Dunajska umetniška hiša)
5. 1865 Wiener Herren- und Abgeordnetenhaus (Dunajski dom lordov in poslancev)
6. 1866–1867 Wiener Hofmuseen (Dunajski dvorni muzeji, natečaj)
7. 1872 Physikalisch und Physiologisches Institut der Universität Wien (Fizikalni in fiziološki inštitut Univerze na Dunaju, osnutek)
8. 1874 Gemäldegalerie des Fürsten Liechtenstein am Volksgarten (Zbirka podob liechensteinnskega kneza v Ljudskem parku, osnutek)
9. 1882 Reichstagsgebäude in Berlin (Stavba Parlamenta v Berlinu, natečaj, nakup)
10. 1882 Katholische New-Westminster-Kathedrale in London (Nova Katoliška Westminstrska stolnica v Londonu, osnutek) [7]

### Družina
Na njegovo pobudo je bilo leta 1872 ustanovljeno Wiener Cottage-Verein (Dunajsko društvo počitniških koč); to združenje je priklicalo v življenje Cottageviertel (Kočno četrt) z namenom, da "državljanom omogoči življenje na zdravem, svežem zraku" – kjer je našel v zdravem kmečkem okolju tudi lastno domovanje. 
Henrik je živel s svojo poročeno ženo Lotte, ki je umrla 8. aprila 1922, kot tudi s svojimi šestimi otroki v vili v Grinzingu severno od gosto pozidanega mestnega območja. Kraj je bil vključen v mesto Dunaj šele leta 1892 in je bil v času Ferstelovega življenja mirna vasica z zdravim okoljem in svežim zrakom – kar je bila edina obramba proti grozeči smrti od takrat še neozdravljive jetike. 
Njegova hči Marianne se je poročila z Zdenkom von Forsterjem, ki mu je cesar Franc Jožef od 1908 do 1917 kar trikrat zaupal Ministrstvo za železnice.
Njegov oče Ignaz (1796- 1866) je bil bančni ravnatelj pri Avstrijski narodni banki; mati Antonia Anna r. Stache (1803-1889) pa je bila skrbna mati in pridna gospodinja. Njegov svak Karl Köchlin je tudi bil gradbeni podjetnik, s katerim sta delovala v skupnem podjetju od 1853. 
V hišo je prišla s poroko iz podobnega okolja kot je bilo njegovo – navdušeno stavbeniško in katoliško – leta 1856 žena Antonia Theresia Caroline, r. Fehlmayer (1834-1922). Rodilo se jima je šest otrok: 
1. Max (Maximilian Heinrich (1859–1936), arhitekt. Max von Ferstel očeta ni nasledil le v stanovanju, ampak tudi po svoji stavbeni dejavnosti, pridobivanju priznanj in častnih nalovov in akademskem uveljavljanju;
2. Erwin (1861–1925);
3. Wolfgang (1864–1937);
4. Karl (1865–1926);
5. Heinrich (1867–1928);
6. Marianne (1869–1935), ki se je poročila z Zdenkom Fosterjem. [7]

### Priznanja
Henrik je za časa svojega sorazmerno kratkega življenja požel toliko priznanj kot malokdo. Če bi jih navedli tukaj, bi zasedla celo stran - zato omenimo le nekkaj pomembnejših. 
Leta 1879 je Ferstel postal častni občan mesta Dunaja in cesar ga je povzdignil v dedni baronski stan (Freiherrnstand). Moški je smel dodati imenuvon, žensko so pa imenovali blagorodno. 1881 je postal član francoske Akademije lepih umetnosti (Académie des Beaux-Arts). Leta 1882 mu je Kraljevski inštitut britanskih stavbenikov podelil Kraljevsko zlato medaljo.
Dolga leta je bil osebno povezan s Hermanom von Hudejem (1830–1908), ki je 3. septembra 1883 poročal o njegovem življenju in stvaritvah na zboru Stavbeniškega združenja v Berlinu (Architekten-Verein Berlin).

## Smrt in spomin

### Bolezen in smrt
| Nemški izvirnik | Slovenski prevod |
| --- | --- |
| Ferstel war verheiratet und hatte 6 Kinder, der älteste Sohn, Max (1859–1936), wurde wie sein Vater nicht nur ein erfolgreicher Architekt sondern auch Professor, später Dekan und Rektor der Technischen Hochschule in Wien. Ab dem Jahr 1883, als sich bereits Heinrich Ferstels Krankheit bemerkbar machte, war Max im Atelier seines Vater tätig und vollendete nach dessen Tod die Universität in Wien. Heinrich Ferstel starb nach einem überaus arbeitsreichen Leben infolge einer Tuberkulose bereits mit 55 Jahren in seiner von ihm selbst erbauten Villa in Grinzing und wurde am Grinzinger Friedhof beigesetzt. | Ferstel je bil poročen in je imel 6 otrok. Najstarejši sin Max (1859–1936), tako kot njegov oče, ni bil le uspešen stavbar, ampak tudi profesor in pozneje dekan in rektor Tehniške univerze na Dunaju. Od leta 1883, ko se že pokazali na Henriku znaki bolezni, je Max delal v očetovem ateljeju in po njegovi smrti dokončal Dunajsko univerzo. Heinrich Ferstel je umrl po zelo delovnem in trudapolnem življenju zaradi jetike v starosti 55 let v vili, ki jo je zgradil v Grinzingu in je bil pokopan na pokopališču Grinzing. |

Kljub zdravemu okolju se je torej nalezel zahrbtne takrat neozdravljive bolezni, jetike, ki ga je spravila v grob.
14. julija 1883, v starosti komaj 55 let, je Heinrich Freiherr von Ferstel umrl v Grinzingu – ki je danes del Dunaja. Pokopan je bil na pokopališču Grinzinger Friedhof (Gruppe MA, Nummer 46; tj. skupina MA, številka 46) v grobnico častnih dunajskih meščanov. Njegov mavzolej je narejen po vzoru na gotske kapele. 
Napis na plošči kripte omenja samo njegovo ime in ime njegove žene Lotte, rojene Fehlmann. Družinsko kripto je leta 1891 zgradil Henrikov sin Max von Ferstel, ki je tudi bil stavbenik, svetnik, profesor in rektor na Tehniški univerzi na Dunaju; med drugim je napravil nekaj opaznih načrtov tudi za področje današnje Slovenije in je bil, tako kot drugi družinski člani, tudi sam pokopan na Grinzinškem pokopališču.

### Spomin
Leta 1886 so na Dunaju (Dunaj-Alsegrund, 9. okraj) - tik za Votivkirche (Zaobljubno cerkvijo), dali ime ulici Ferstelgasse – po Heinrichu von Ferstelu. 
Okoli leta 1980 je lastnik Palais Ferstela med obnavljanjem in preurejanjem poimenoval bančno in borzno stavbo (Bank- und Börsengebäude an der Freyung), ki ju je zgradil na Freyungu Ferstel, po njunem graditelju.
Leta 1872 je Heinrich von Ferstel postal častni član Bralnega združenja Katoliških študentov na Dunaju, leta 1879 pa Čitalnice na Tehniški univerzi na Dunaju. (Ehrenmitglied des Lesevereins der Deutschen Studenten Wiens; Lesehalle  an der Technischen Hochschule in Wien.)
Eden od njegovih vnukov, baron Wolfgang Ferstel, je bil pooblaščeni podpisnik v Kronenbrotwerke in je 6. decembra 1936 v starosti 36 let storil samomor. 
Drugi vnuk - Heinrich Ervin Maria (imenovani »Heinz«; 1887–1912), poleg dvoje deklet v Maksovi družini edini moški potomec, pa je umrl star komaj 25 let. Tudi njega je - kot tudi njegovega starega očeta Henrika - prejkone odnesla takrat hudo razsajajoča jetika, ki je odnašala zlasti mlada življenja.

### Ocena
Na zgodnje Ferstelovo delo so vplivali njegovi učitelji na Dunajski akademiji. Pokazali so pot iz strogo klasične gradnje v romantično smer. Začeli so razmišljati o svoji preteklosti in poudarjati srednjeveške sloge, po drugi strani pa povezovati najrazličnejše sloge zaradi mogočnejšega vtisa. Ferstel je izredno dobro poznal vse pretekle sloge. Čeprav je v strogem zgodovinstvu prevladoval čist slog, je po eni strani povzemal najuspešnejše dosežke gotike, po drugi strani pa je vešče izkoristil najvišje stvaritve renesanse. 
Heinrich Ferstel je bil izjemna in vsestranska osebnost. Bil je predan učitelj in preurejevalec takratnih višješolskih učnih načrtov; svoje visoko strokovno znanje pa je dal na voljo v času hitrega dunajskega razvoja. Zgodovinske sloge je obdeloval na estetdko prefinjen način, uporabljati pa je znal tudi sodobne materiale v cilju oblikovanja novih prostorov. Poleg Semperja, Hansena, Schmidta in Hasenauerja je on eden najpomembnejših predstavnikov dunajskega stavbarstva v drugi polovici 19. stoletja. 

## Slikovna zbirka
- Glavna stavba Dunajske univerze
- Palača Liechtenstein– pogled z vrtne strani
- Vrtna palača za knezovo vdovo (Heinrich von Ferstel)
- Delsenbachova jedkanica po Erlachovi risbi 1715
- Palais Ferstel in Café Central, po Altu; levo Herrengasse, desno Strauchgasse
- Vodnjak  Donaunixenbrunnen v notranjem dvorišču Palais Ferstel
- Vhod h Café Central na vogalu ulic Herrengasse / Strauchgasse
- Ferstelova Lojdova palača (Lloydpalast) v Trstu
- Heinrich von Ferstel: Veža pred plesiščem
- Dunajsko vseučilišče, Mestna hiša (Rathaus)  - v ozadju  Votivkirche (1900)

### Prvotni viri
Objave
1. R. Eitelberger / H. Ferstel: Das bürgerliche Wohnhaus und das Wiener Zinshaus. Wien 1860
2. H. Ferstel: Der Bau des neuen Bank- und Börsengebäudes in Wien. In: Allgemeine Bauzeitung (ABZ) 25.1860, S.1ff, Abb.308ff
3. H. Ferstel: Landhaus am Traunsee. In: ABZ 27.1862, S.93, Abb.473ff
4. H. Ferstel: Die Cathedrale von Palermo. Wien 1866
5. H. Ferstel: Denkschrift zu dem im Auftrage des hohen k.k.Ministerium verfassten Konkurrenz-Entwurfe für den Bau der neuen Museen. In: ABZ 32.1867, S.298
6. H. Ferstel: Das Palais Sr.kaiserlichen Hoheit des Herrn Erzherzogs Ludwig Victor am Schwarzenbergplatze in Wien. In: Zeitschrift des österr.Ing.-und Architektenvereins (ZÖIAV), S.136, Bl.15f
7. H. Ferstel: Die Kirche der evangelischen Gemeinde in Brünn. In: ABZ 33.1868, S.285f, Abb.46ff
8. H. Ferstel: Österreichisches Museum für Kunst und Industrie. In: ABZ 36.1871, S.351ff, Abb.52ff
9. H. Ferstel: Denkschrift zu dem im Auftrage des hohen k.k.Minist.f.Cultus und Unterricht verfaßten Entwurfe für den Bau der Wiener Universität. Wien 1872
10. H. Ferstel: Der Bau des chemischen Institutes der Wiener Universität. In: ABZ 39.1874, S.44, Abb.55ff
11. H. Ferstel: Villa Sr. kais. Hoheit Erzherzog Karl Ludwig in Reichenau. ABZ 42.1877, S.14, Abb.1ff
12. H. Ferstel: Die Kunstgewerbeschule des k. k. österr. Museums in Wien. In: ABZ 46.1881, S.46, Abb.34ff
13. H. Ferstel: Wohnhaus des Herrn Hollitzer auf dem Maximilianplatze Nr.10 in Wien. Hiezu 3 Tafeln In: ABZ 47.1882, S.86, 53ff
14. H. Ferstel: Concurrenz-Entwurf für den Bau eines Reichstags-Gebäudes in Berlin mit dem Motto „Bramante“. In: Der Bautechniker 1882.2, S.479
15. H. Ferstel: Das Administrations-Gebäude des österreichisch-ungarischen Lloyd in Triest. In: ABZ 48.1883, S.37, Abb.28ff

Prispevki
1. H. Ferstel: Ueber die Concurrenz für den Neubau einer Universität in Leyden. Vortrag, abgedruckt in: Wochenschrift des Österr.Ing.-und Architektenvereins (WÖIAV) 2.1877, S.304f
2. H. Ferstel: Ueber den Neubau der Wiener Universität. Vortrag, abgeduckt in: WÖIAV 3.1878, S.148f
3. H. Ferstel: Bericht über die Architektur auf der Pariser Weltausstellung. Vortrag, abgeduckt in: WÖIAV 3.1878, S.199f
4. H. Ferstel: Ueber den inneren Zusammenhang der Baukunst mit dem Volks- und Staatsleben. Inaugurationsrede. In: Reden gehalten bei der feierlichen Inauguration des Rectors der k.k.TH in Wien. Wien 1880
5. H. Ferstel: Über Styl und Mode. Vortrag, abgedruckt in Wochenschrift des Niederösterreichischen Gewerbevereins 1883 (Sonderausgabe)

Zapuščine in arhivi
TUAW; Wr. Ringstraßenarchiv; WStLA; Archiv Künstlerhaus; HHSTA; Archiv Adler
Nachlass im Wien Museum; Pläne im OESTA (Allgem.Verwaltungsarchiv) ter MA37 (früher Plan- in Schriftenkammer)